# Interlochen
Interlochen – jednostka osadnicza w Stanach Zjednoczonych, w stanie Michigan, w hrabstwie Grand Traverse.